# Mompha musota
Mompha musota é uma espécie de mariposa do gênero Mompha pertencente à família Coleophoridae.